# Idaho City
Idaho City ist ein Ort und County Seat des Boise County im US-Bundesstaat Idaho. Zu Zeiten des Goldrausches in den 1860er Jahren war sie eine der größten Städte im Nordwesten der Vereinigten Staaten.

## Geographie
Der Ort liegt etwa 58 km (36 mi) nordöstlich der Hauptstadt Boise an der State Route 21, am Ponderosa Scenic Byway. Der Ort bedeckt eine Fläche von 1,8 km² (0,7 mi²).

## Geschichte
Idaho City entstand zu den Hochzeiten des Goldrausches in den 1860er Jahren. Innerhalb von nur zwei Jahren nach seiner Gründung 1862 wuchs Idaho City zu einer Stadt von 7000 Einwohnern und schwang sich für kurze Zeit zu einer der größten Städte im gesamten Nordwesten der Vereinigten Staaten auf. Unter anderem wurde hier bereits im Jahre 1863 mit dem Bau der St. Josephs-Kirche die erste katholische Gemeinde Idahos gegründet. Der Goldrausch war wie in vielen Städten Idahos allerdings nur von kurzer Dauer, und so sank die Bevölkerung der Stadt bis 1870 schon wieder auf 900 Einwohner. Idaho City konnte sich zumindest bis zum Ende des 19. Jahrhunderts trotz sinkender Bevölkerung als eine der größeren Ortschaften Idahos behaupten. Um die Jahrhundertwende sank die Bevölkerung weiter und Idaho City hatte bereits um 1900 weniger Einwohner als zahlreiche andere Ortschaften Idahos. Im Gegensatz zu anderen ehemaligen „Boomtowns“ in Idaho, die zu Geisterstädten wurden, konnte Idaho City zumindest einen Teil seiner Bevölkerung bis heute im Ort halten.
Ebenso hält Idaho City eine wichtige Position in der Geschichte der Freimaurer. Hier wurde die erste Freimaurer-Loge Idahos im Jahre 1867 gegründet. Mittlerweile ist die Loge nach Boise umgezogen.

## Demographie
Bei der Volkszählung 2020 ermittelte das US Census Bureau 466 Einwohner.

### Altersstruktur
| Bevölkerung | Jahre   | Anteil  |
| ----------- | ------- | ------- |
| unter       | 18      | 29,30 % |
| von         | 18 – 24 | 6,10 %  |
| von         | 25 – 44 | 28,40 % |
| von         | 45 – 64 | 28,30 % |
| über        | 65      | 7,90 %  |